# Jorge Bonnet
Jorge Luis Bonnet (11 de mayo de 1965) es un deportista puertorriqueño que compitió en judo y en bobsleigh.

## Trayectoria en yudo
Participó en dos Juegos Olímpicos de Verano en los años 1984 y 1988, su mejor actuación fue un noveno puesto logrado en Seúl 1988 en la categoría de –86 kg. Ganó dos medallas en el Campeonato Panamericano de Judo en los años 1988 y 1990.
| Campeonato Panamericano | Campeonato Panamericano  | Campeonato Panamericano | Campeonato Panamericano |
| Año                     | Lugar                    | Medalla                 | Categoría               |
| ----------------------- | ------------------------ | ----------------------- | ----------------------- |
| 1988                    | Buenos Aires (Argentina) | Medalla de plata        | –86 kg                  |
| 1990                    | Caracas (Venezuela)      | Medalla de bronce       | –86 kg                  |

## Trayectoria en bobsleigh
En bobsleigh, participó en tres Juegos Olímpicos de Invierno entre los años 1992 y 1998, su mejor actuación fue un vigésimo quinto puesto logrado en Lillehammer 1994 en la prueba cuádruple masculino.